# Mecz lekkoatletyczny Belgia – Polska 1931
Mecz lekkoatletyczny Belgia – Polska 1931 – zawody lekkoatletyczne, które odbyły się 11 października 1931 roku w Brukseli. 
Było to pierwsze spotkanie pomiędzy tymi państwami. Mecz rozegrano między reprezentacjami mężczyzn. Polska pokonała Belgię 38:28.

## Rezultaty
| Konkurencja:               | 1. miejsce                                                                      | Rezultat | 2. miejsce                                   | Rezultat | 3. miejsce         | Rezultat | 4. miejsce          | Rezultat |
| Bieg na 100 m              | Garain                                                                          | 11,4     | E. Burg                                      | 11,5     | Kurt Grüning       | o 1,5 m  | Klemens Biniakowski |          |
| Bieg na 400 m              | Klemens Biniakowski                                                             | 52,0     | Zygmunt Weiss                                | o 3 m    | Jan Verhaert       | 53,0     | Schaak              |          |
| Bieg na 800 m              | Stanisław Petkiewicz                                                            | 2:01,2   | Antoni Maszewski                             | o 2 m    | Philippe Conjaerts |          | Lhoste              |          |
| Bieg na 1500 m             | Janusz Kusociński                                                               | 4:18,4   | René Geraerts                                | 4:20,2   | Wacław Sidorowicz  | 4:20,8   | Heesben             |          |
| Bieg na 5000 m             | Janusz Kusociński                                                               | 15:23,4  | Maurice Marechal                             | 15:41,2  | Oscar Van Rumst    | 15:48,0  | Maksymilian Hartlik | 16:16,8  |
| Sztafeta 400–300–200–100 m | Polska · Antoni Maszewski · Klemens Biniakowski · Kurt Grüning · Jerzy Koźlicki | 2:04,2   | Belgia · Roulent · Lhoste · E. Burg · Garain | 2:04,6   |                    |          |                     |          |
| Rzut oszczepem             | Franciszek Mikrut                                                               | 62,50    | Jules Herremans                              | 58,10    | Władysław Mikrut   | 56,90    | Gaston Etienne      | 56,20    |